# Daucus decipiens
Persil de Madère, Persil noir
Espèce
Synonymes
- Selinum decipiens Schrad. & J.C.Wendl., 1797 (basionyme)
- Melanoselinum decipiens (Schrad. & J.C.Wendl.) Hoffm., 1814
- etc.

Daucus decipiens, le Persil de Madère ou Persil noir, est une espèce de plantes à fleurs de la famille des Apiaceae et du genre Daucus, endémique des Açores et de Madère. C'est une plante ligneuse et arborescente, bisannuelle ou vivace, parfois cultivée pour l'ornement.

## Taxonomie
L'espèce est décrite en premier en 1797 par Heinrich Adolph Schrader et Johann Christoph Wendland, qui la classent dans le genre Selinum sous le basionyme Selinum decipiens. En 1814, Georg Franz Hoffmann déplace l'espèce dans le genre Melanoselinum sous le nom binominal Melanoselinum decipiens. Finalement, à la suite d'une étude phylogénique menée en 2016 par Krzysztof Spalik, Aneta Wojewódzka, Łukasz Banasiak et Jean-Pierre Reduron, l'espèce est rattachée à Daucus sous le nom correct Daucus decipiens,.
L'épithète spécifique decipiens signifie « trompeuse ».

### Synonymes
Daucus decipiens a pour synonymes :
- Bubon galbanum hort.[3]
- Bubon galbanum hort. ex Steud., 1840[3]
- Bubon galbanum Steud., 1840[1]
- Laserpitium decipiens (Schrad. & J.C.Wendl.) Koso-Pol., 1916[1],[3]
- Melanoselinum decipiens (Schrad. & J.C.Wendl.) Hoffm., 1814[1],[3]
- Melanoselinum edule Drude, 1897[3],[note 1]
- Melanoselinum moniza (Masf.) A.Chev., 1935[3],[note 1]
- Selinum decipiens Schrad. & J.C.Wendl., 1797[1],[3]
- Selinum frutescens Pers., 1805[1],[3]
- Thapsia moniza Masf., 1881[3],[note 1]

### Noms vulgaires et vernaculaires
Cette espèce se nomme en français « Persil de Madère » ou « Persil noir ». Elle reçoit diverses appellations dans d'autres langues :
En allemand
- Madeira-Riesenfenchel[5]

En anglais :
- Black parsley[5],[7]
- Parsnip palm[4],[7]
- Tree angelica[5]

En portugais :
- aipo-da-serra[5]
- aipo-do-gado[5]

## Description

### Appareil végétatif
C'est une plante arborescente bisannuelle ou vivace. La tige est lisse, herbacée et verte dans sa partie supérieure, lignifiée et brune dans sa partie inférieure. Ligneuses et robustes, pouvant atteindre jusqu'à 4 m de haut de haut et 4 cm de diamètre, les parties inférieures ont des cicatrices foliaires distinctes, et de la moelle au centre, étant creuses par endroits. Les feuilles, qui peuvent mesurer un mètre, sont disposées en couronne étalée, et sont proches de celles d'Archangelica officinalis. Elles sont formées de folioles lancéolées, indivises et simplement dentées, en scie sur leur bord.

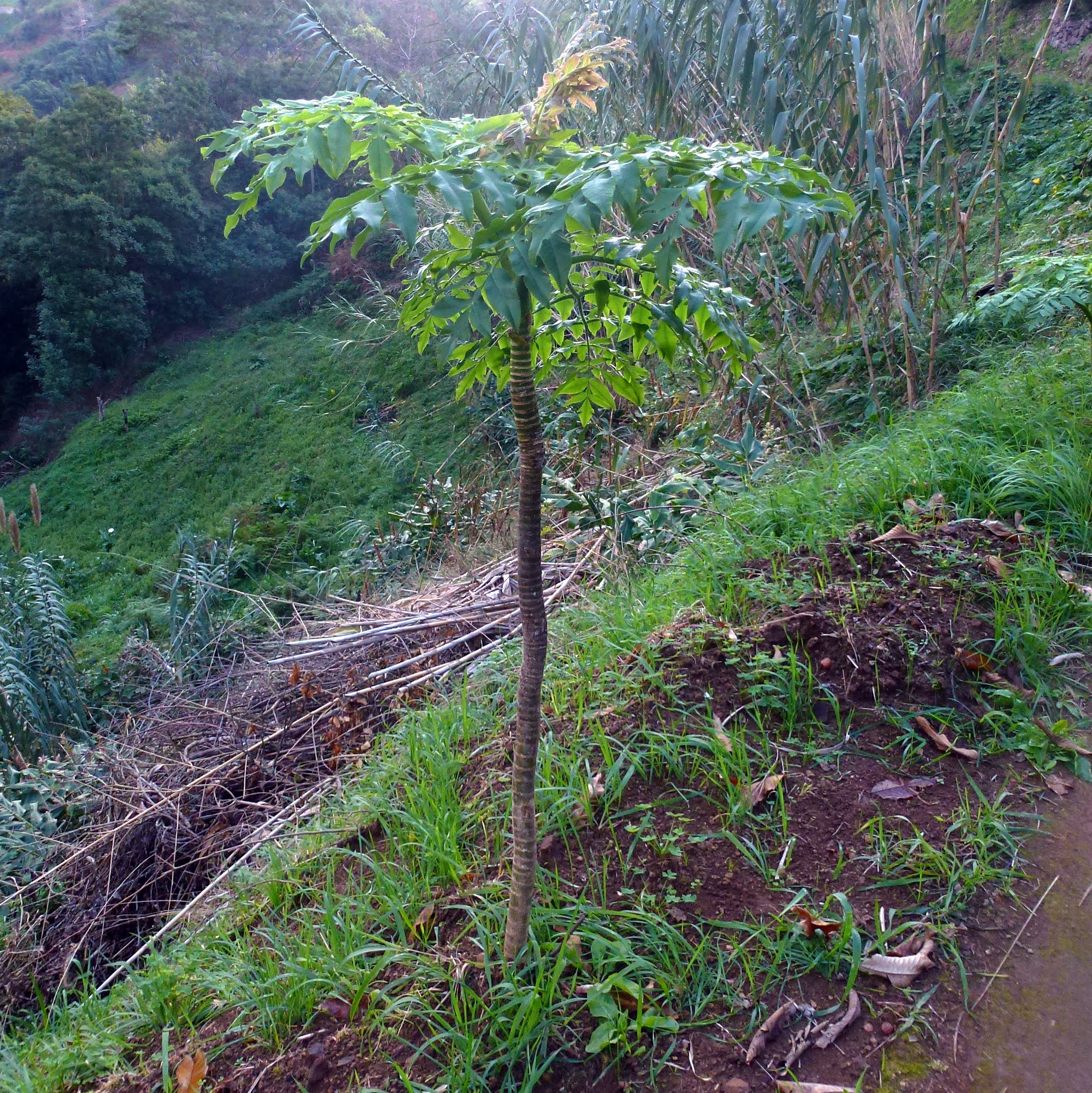
Jeune plant.
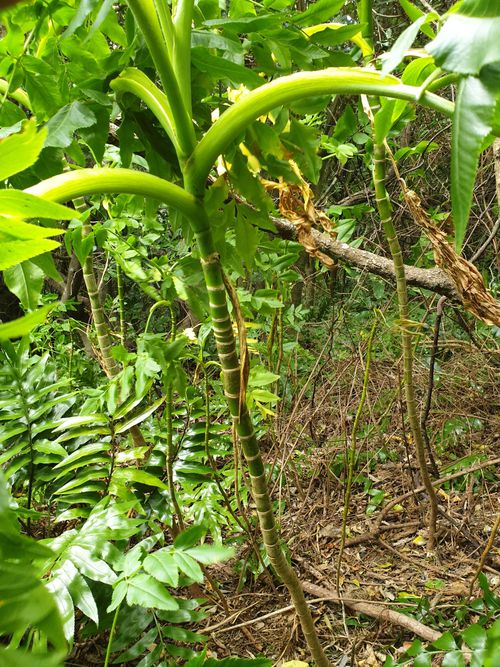
Tige.
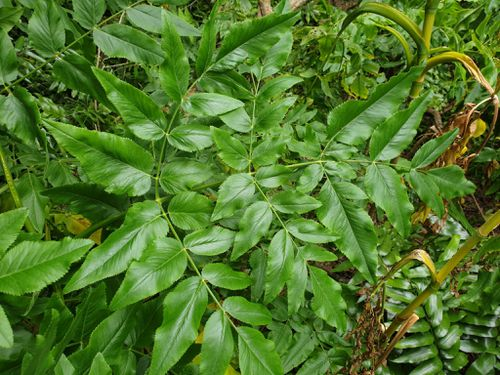
Feuille.
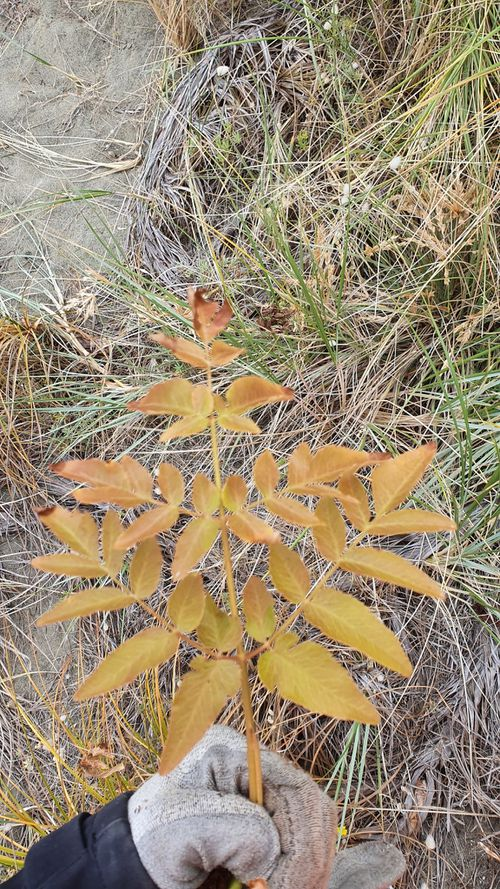
Feuille.
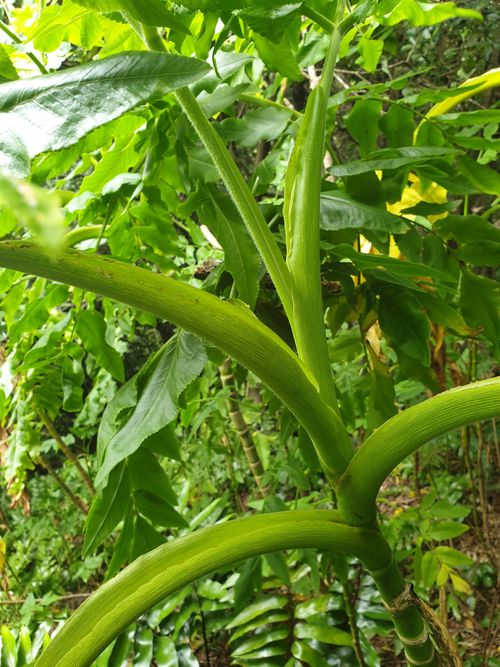
Base des feuilles.

### Appareil reproducteur
Les fleurs, disposées en ombelles, sont nombreuses, blanches à violacées. Les fruits sont brun foncé et mesurent entre 12 et 18 mm de long. Les semences ont une durée de vie de plus d'un an. La floraison a lieu de mai à juillet.

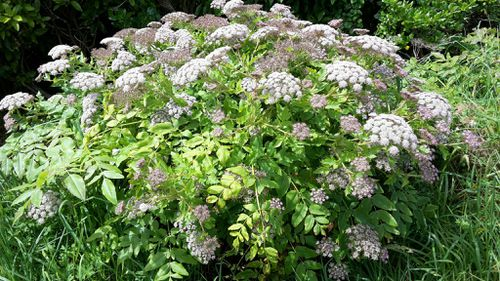
Plant en fleurs.
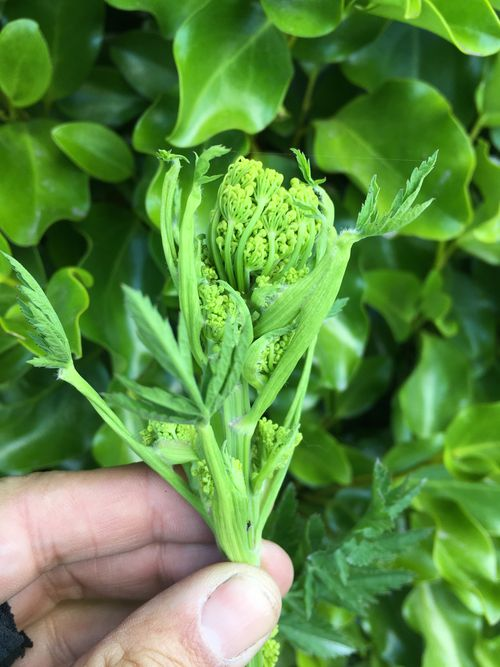
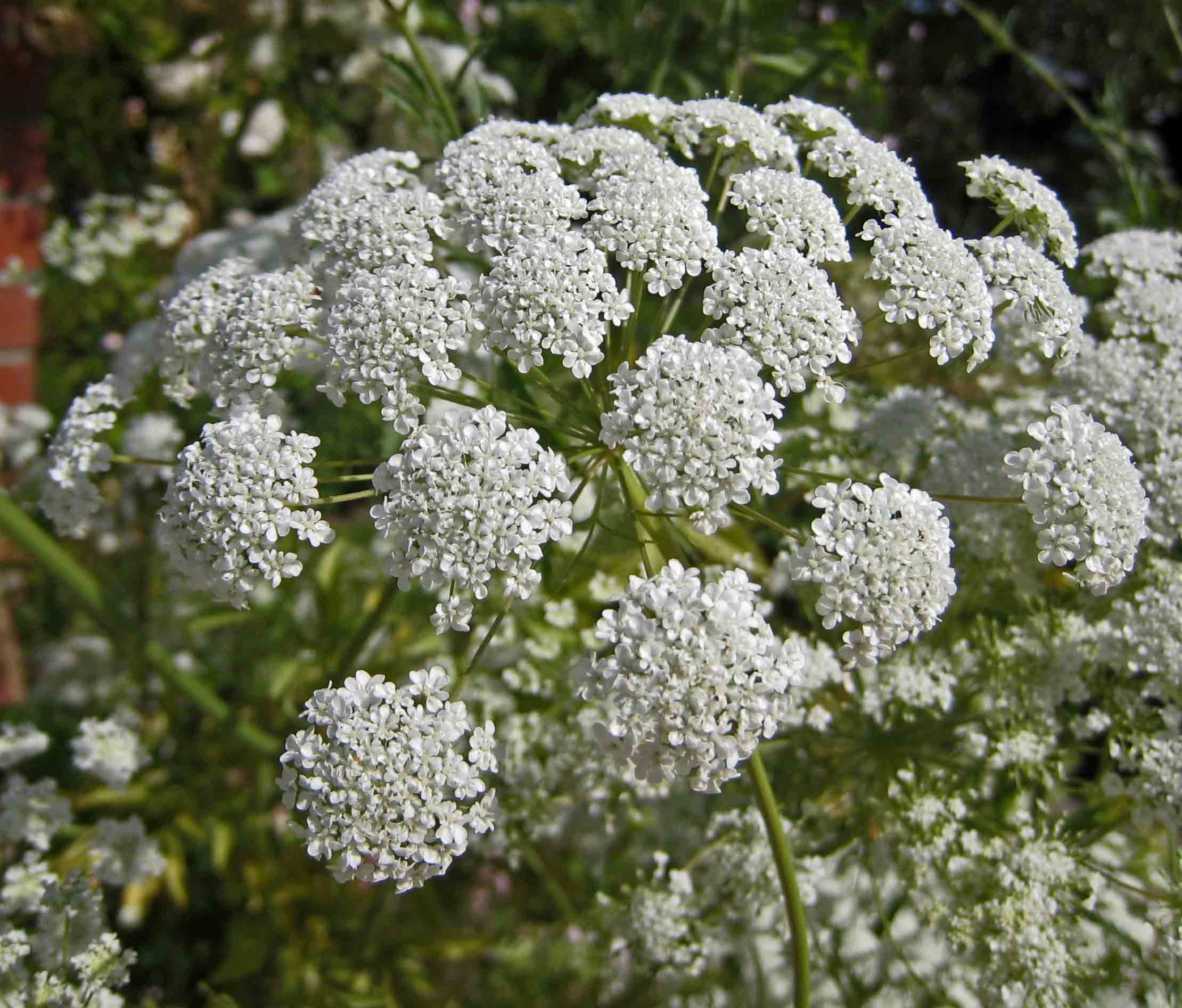
Ombelle fleurie.
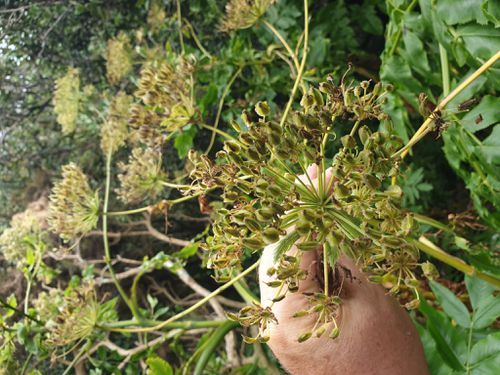
Ombelle de fruits.

## Répartition
C'est une espèce endémique des Açores et de Madère. Elle a cependant été introduite en Grande-Bretagne, en Tasmanie et en Nouvelle-Zélande, en 1969, et sur l'île Chatham,.

## Plante ornementale
Ce peut être une plante ornementale. Elle est cultivée à ces fins en Angleterre, en pots de préférence, et en Nouvelle-Zélande. Elle peut être multipliée par boutures ou par graines. Il lui faut une terre riche en humus. Elle se maintient très bien dans une serre en hiver, mais perd ses feuilles s'il fait moins de huit degrés.

## Composants
Les huiles essentielles des parties aériennes de Daucus decipiens, collectées pendant la phase végétative à Madère et aux Açores, sont principalement composées de monoterpènes (87% et 86% pour les huiles de Madère et des Açores, respectivement), de β-pinène (72%) et de limonène (82%). La fraction de sesquiterpène atteint 7 % de l'huile isolée des plantes de Madère, tandis que 5 % se trouvent dans l'huile isolée des plantes des Açores, cette dernière étant constituée uniquement d'hydrocarbures. Cette huile contient une fraction plus élevée de non-terpénoïde, dominée par le n-nonane (4%), que celle des individus de Madère (7% et 1%, respectivement).